# 自衛隊病院

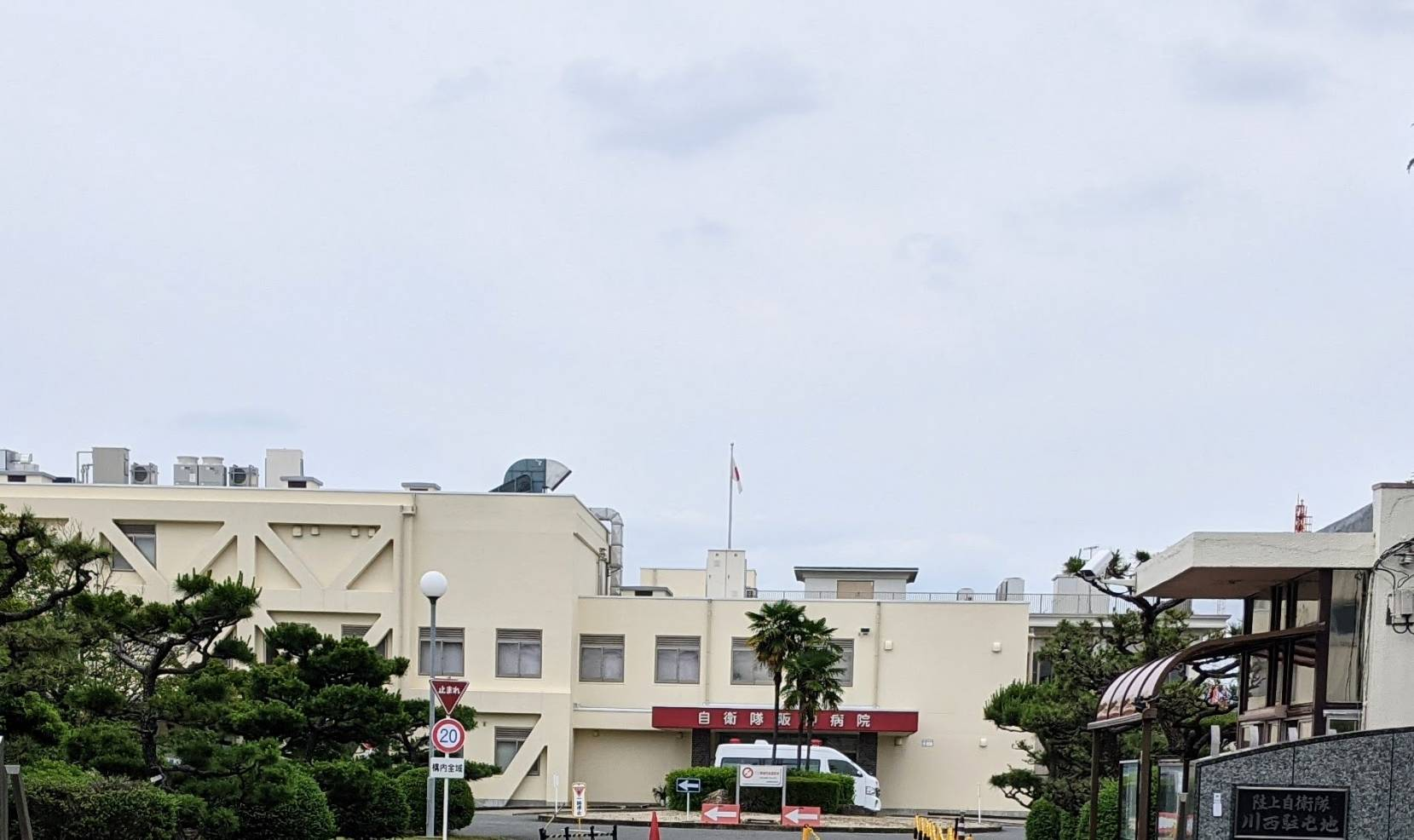
自衛隊阪神病院(兵庫県川西市)

自衛隊病院（じえいたいびょういん）は、防衛省が設置・運営する陸・海・空自衛隊の共同の機関であり、自衛隊中央病院や陸海空幕僚長を通じて指揮監督を受ける自衛隊地区病院の総称である。共同の機関以外に防衛省が設置する病院として防衛医科大学校病院がある。

## 概要

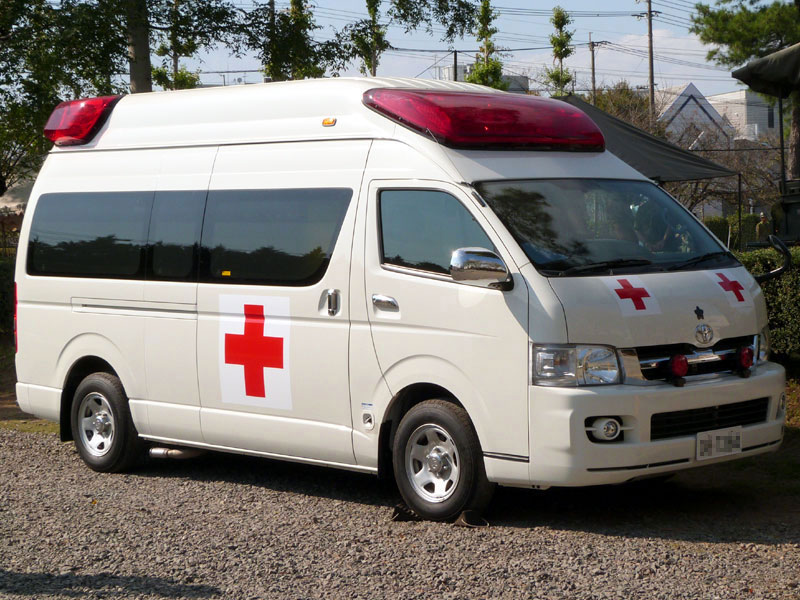
自衛隊熊本病院の救急車

自衛隊病院は自衛隊法第24条第5項および自衛隊法施行令第49条の規定に基づき、「自衛隊中央病院及び自衛隊地区病院の組織等に関する訓令（昭和63年防衛庁訓令第16号）」（以下では、「訓令」として記載する。）で組織が定められている。具体的には陸上自衛隊、海上自衛隊および航空自衛隊の共同の機関として、自衛隊中央病院と陸・海・空それぞれの幕僚長を通じて指揮監督を受ける自衛隊地区病院（10病院）が設置されている。
自衛隊病院は一般の病院とは異なり有事に発生する負傷者等の収容等を想定しているため病床数等には余裕を持つ必要があるとされている。
自衛隊病院では、基本的に利用対象者を防衛省職員とその家族、つまり自衛官診療証保有者と防衛省共済組合の被保険者に限定している。ただし、中央、札幌、福岡の3自衛隊病院では、2006年（平成18年）10月から、前述の防衛省職員・家族以外の一般外来受診を開始し、その後、防衛医科大学校病院、自衛隊横須賀・富士・阪神も一般外来受診を行っている。
陸海空の管轄に関わりなく最寄の病院で受診できる。各基地や駐屯地からは職員送迎のための車両が定期運行されている。
また、防衛省（旧防衛庁・防衛施設庁を含む）および自衛隊を退官した者も診察券を所持していれば受診が可能である。ただし、一般外来受診を行っている自衛隊病院以外では、退官後も継続して防衛医官を主治医とする治療が必要と判断された場合に限定され、それ以外の場合は受診できない。
院内で診察・治療・看護・研究等にあたる者も同様に防衛省職員である。すなわち、自衛隊病院の医師・歯科医師のほとんどが自衛官（防衛医官）であり、看護師も多くが隊内で養成した自衛官である。病院長は将または将補、もしくは1佐の階級にある自衛官並びに医療職技官をもって充てられる。具体的には、自衛隊中央病院では将から防衛技官に転官した医官が、那覇病院では医官たる一等陸佐が充てられる。
自衛隊中央病院では、防衛医科大学校と連携して医師臨床研修を受け入れており、中央病院、横須賀病院、入間病院では歯科医師臨床研修の受け入れも行っている。ただし、臨床研修の対象を自衛官（防衛医官）採用者に限っている。
なお、自衛隊病院（中央病院と地区病院）の円滑な管理および運営に係る基本的事項について審議するため、防衛省に自衛隊病院管理・運営委員会が設置されている（「訓令」第87条）。

## 自衛隊中央病院
自衛隊中央病院の指揮監督は防衛大臣が陸上幕僚長を通じて行うが（「訓令」第1条第1項）、統合幕僚監部の所掌事務に係るものにあっては統合幕僚長を通じて行うものとされている（「訓令」第1条第3項）。
中央病院の病院長は、陸将、海将若しくは空将又は技官をもって充てる（「訓令」第3条第1項）。病院長には各自衛隊の医官（自衛官）から転官した防衛技官が就任している。

## 自衛隊地区病院
1988年（昭和63年）4月8日、陸上自衛隊地区病院（7院）、海上自衛隊地区病院（5院）、航空自衛隊病院（2院）を共同の機関化し、自衛隊地区病院が開設された。
2025年（令和7年）現在、10病院（陸：7院、海：2院、空：1院）が設置されている。
陸上幕僚長を通じて指揮監督を受ける病院
各方面隊に1病院（西部方面隊のみ３病院）が設置されている。
- 自衛隊札幌病院「札病」真駒内駐屯地（北海道札幌市南区）：1955年（昭和30年）1月31日、豊平駐屯地において開設[10]。2015年（平成27年）3月25日、真駒内駐屯地に移転[11]。

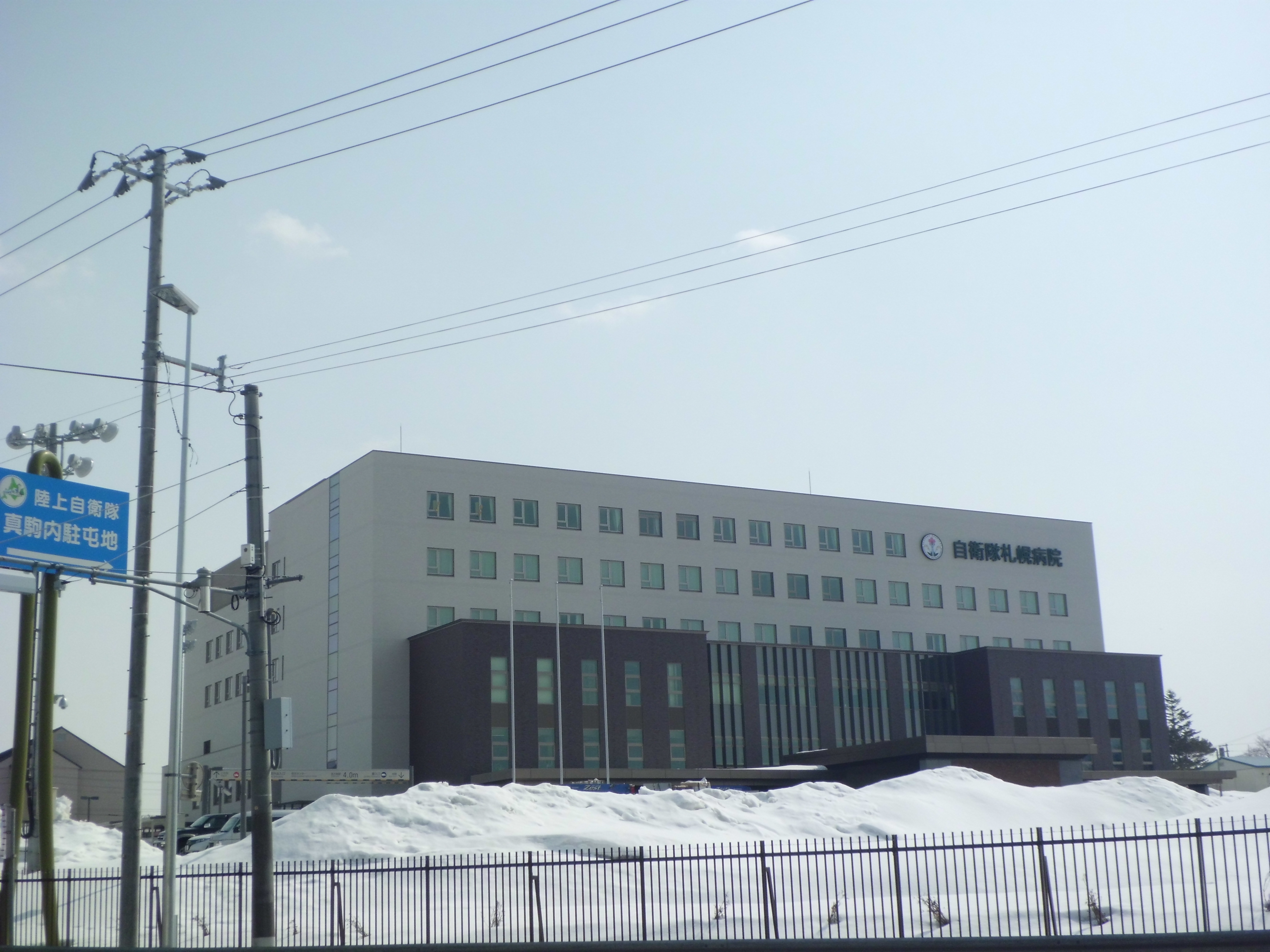
自衛隊札幌病院

- 自衛隊仙台病院「仙病」仙台駐屯地（宮城県仙台市宮城野区）：1971年（昭和46年）7月24日開設[10]。
- 自衛隊富士病院「富病」富士駐屯地（静岡県駿東郡小山町）：1975年（昭和50年）12月16日開設[10]。
- 自衛隊阪神病院「阪病」川西駐屯地（兵庫県川西市）：1966年（昭和41年）2月21日、福山駐屯地から川西駐屯地に移転、福山地区病院から称号変更[10][12][13]。
- 自衛隊福岡病院「福病」春日駐屯地（福岡県春日市）：1955年（昭和30年）1月31日開設[10]。

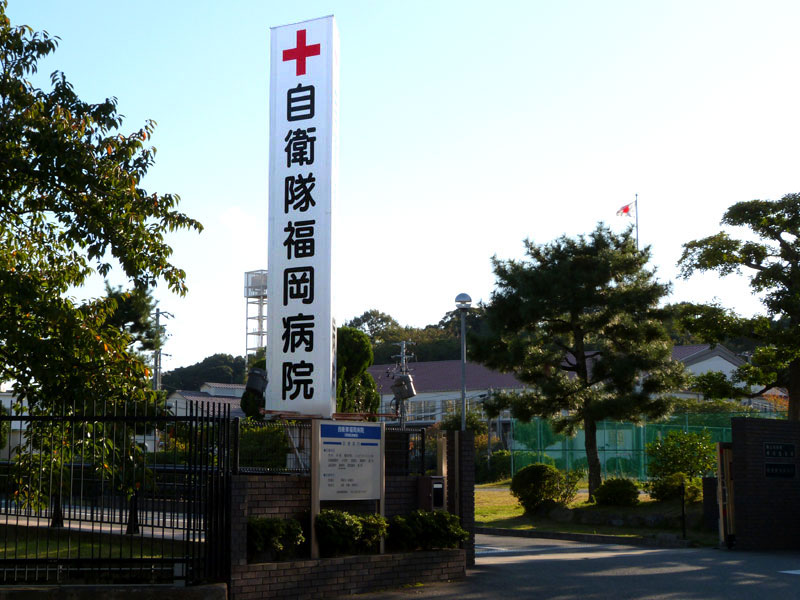
自衛隊福岡病院

- 自衛隊熊本病院「熊病」熊本駐屯地（熊本県熊本市東区）：1957年（昭和32年）8月1日開設[10][注 2]
- 自衛隊那覇病院「那病」南那覇駐屯地（沖縄県那覇市）：2022年（令和4年）3月17日、航空自衛隊から移管され、南那覇駐屯地が開設[14][15]。

廃止された病院
- 陸上自衛隊針尾地区病院「針病」針尾駐屯地（長崎県佐世保市）：1952年（昭和27年）10月15日開設、1957年（昭和32年）8月1日廃止[10][注 2]。
- 自衛隊別府病院「別病」南別府駐屯地（大分県別府市）：1974年（昭和49年）1月21日開設[10]、2022年（令和4年）3月17日廃止[16][14]。

海上幕僚長を通じて指揮監督を受ける病院
海上自衛隊員の集中する主要な基地は、地方総監部の所在地となっているので、各地方総監部所在地に1つずつ、海上幕僚長を通じて指揮監督を受ける自衛隊地区病院が置かれていたが、2022年（令和4年）3月17日、横須賀、呉病院以外は地方隊隷下の衛生隊「診療所」に縮小改編された。
- 自衛隊横須賀病院 - 横須賀基地（神奈川県横須賀市）：1956年（昭和31年）3月1日開設。
- 自衛隊呉病院 - 呉基地（広島県呉市）：2005年（平成17年）3月1日開設。

縮小改編された病院
- 自衛隊江田島病院 - 江田島地区（広島県江田島市）：1958年（昭和33年）4月1日開設、2005年（平成17年）3月1日、自衛隊呉病院の開院に伴い、海上自衛隊第1術科学校総務部衛生課医務室に縮小改編。
- 自衛隊大湊病院 - 大湊基地（青森県むつ市）： 1960年（昭和35年）3月31日開設、2022年（令和4年）3月17日、大湊衛生隊診療所に縮小改編[14][17]。
- 自衛隊舞鶴病院 - 舞鶴基地（京都府舞鶴市）：1954年（昭和29年）12月1日開設[18]、2022年（令和4年）3月17日、舞鶴衛生隊診療所に縮小改編[14][19][20][21]。
- 自衛隊佐世保病院 - 佐世保基地（長崎県佐世保市）：1980年（昭和55年）8月1日開設、2022年（令和4年）3月17日、佐世保衛生隊診療所に縮小改編[14][22][23]。

航空幕僚長を通じて指揮監督を受ける病院
2022年（令和4年）3月17日、航空自衛隊では病院を入間病院に集約し、他の病院は診療所への縮小改編および陸上自衛隊に移管された。
- 自衛隊入間病院 - 入間基地（埼玉県入間市）：2022年（令和4年）3月17日開設[14][25]。

縮小改編、陸上自衛隊に移管された病院
- 自衛隊三沢病院 - 三沢基地（青森県三沢市）：1989年（平成元年）10月2日開設、2022年（令和4年）3月17日、第3航空団基地業務群衛生隊診療所に縮小改編[14]。
- 自衛隊岐阜病院 - 岐阜基地（岐阜県各務原市）：1962年（昭和37年）1月18日開設[26]、2022年（令和4年）3月17日、航空自衛隊第2補給処業務部衛生課診療所に縮小改編[14][27]。
- 自衛隊那覇病院 - 那覇基地（沖縄県那覇市）：1979年（昭和54年）3月1日開設、2022年（令和4年）3月17日、陸上自衛隊に移管[14]。

## 歴史
自衛隊の前身である警察予備隊には、4つの野戦病院、3つの後送病院、2つの移動外科病院があったものの、野戦病院的な性格が強かったため本格的な病院として1951年（昭和26年）に病院計画が策定された。

### 各自衛隊の病院開設の経緯

#### 陸上自衛隊
1952年（昭和27年）8月の保安隊の発足後、第824救急病院（針尾駐屯地）、第823救急病院（福山駐屯地）、第101後送病院（海田市駐屯地）、第102後送病院（中津駐屯地）が設置され、これらの病院は熊本病院（1957年（昭和32年））、阪神病院（1966年（昭和41年））、札幌病院（1955年（昭和30年））、福岡病院（1955年（昭和30年））の基礎となった。1954年（昭和29年）の自衛隊発足後は、1956年（昭和31年）に自衛隊中央病院が開設され、仙台病院（1971年（昭和46年））や富士病院（1975年（昭和50年））が設置された。また、温泉源を利用したリハビリテーション病院も計画化され、1974年（昭和49年）に別府地区病院（のちの別府病院）が開院した。

##### 陸上自衛隊の病院の沿革
警察予備隊
- 1951年（昭和26年）9月30日：第824救急病院が針尾駐屯地に設置。[30]。

- 1952年（昭和27年）1月24日：警察予備隊第823救急病院が針尾駐屯地から福山駐屯地に移駐[31]。

保安隊
- 1952年（昭和27年）10月15日：

1. 警察予備隊第823救急病院が保安隊第823救急病院（福山駐屯地）に改称[32]。
2. 第824救急病院（針尾駐屯地）が保安隊針尾地区病院に改称[33]。

- 1953年（昭和28年）9月1日：保安隊第823救急病院（福山駐屯地）が保安隊福山地区病院に改称[32]。

陸上自衛隊
- 1954年（昭和29年）7月1日：自衛隊法施行令施行により、陸上自衛隊針尾地区病院、陸上自衛隊福山地区病院に改称[34]。
- 1955年（昭和30年）
  - 1月31日：
    1. 陸上自衛隊札幌地区病院が豊平駐屯地に開設。
    2. 陸上自衛隊福岡地区病院が春日駐屯地に開設。

  - 7月11日：陸上自衛隊福山地区病院の所在地を「広島県深安郡大津野村」から「広島県深安郡深安町」に改める[35]。
- 1957年（昭和32年）8月1日：

1. 陸上自衛隊針尾地区病院（針尾駐屯地）が閉鎖。
2. 陸上自衛隊熊本地区病院が熊本駐屯地に開設[36]。

- 1962年（昭和37年）5月15日：陸上自衛隊福山地区病院の所在地を「広島県深安郡深安町」から「福山市」に改める[37]。
- 1966年（昭和41年）2月20日：陸上自衛隊福山地区病院が福山駐屯地から川西駐屯地に移駐し、陸上自衛隊阪神地区病院に改称[38]。

- 1971年（昭和46年）7月24日：陸上自衛隊仙台地区病院が仙台駐屯地に開設。
- 1974年（昭和49年）1月21日：陸上自衛隊別府地区病院が開設される。
- 1975年（昭和50年）12月16日：陸上自衛隊富士地区病院が富士駐屯地に開設[10]。
- 1988年（昭和63年）4月8日：

1. 陸上自衛隊札幌地区病院（豊平駐屯地）が自衛隊札幌病院に改称。
2. 陸上自衛隊仙台地区病院（仙台駐屯地）が自衛隊仙台病院に改称。
3. 陸上自衛隊富士地区病院（富士駐屯地）が自衛隊富士病院に改称。
4. 陸上自衛隊阪神地区病院（川西駐屯地）が自衛隊阪神病院に改称。
5. 陸上自衛隊別府地区病院（南別府駐屯地）が自衛隊別府病院に改称。
6. 陸上自衛隊福岡地区病院（春日駐屯地）が自衛隊福岡病院に改称。
7. 陸上自衛隊熊本地区病院（熊本駐屯地）が自衛隊熊本病院に改称[39]。

- 2006年（平成18年）10月：自衛隊病院の一般開放が開始。
- 2007年（平成19年）2月：札幌病院が保険医療機関となり一般外来の受付を開始。
- 2011年（平成23年）4月1日：自衛隊阪神病院が保険医療機関となり一般開放。
- 2015年（平成27年）3月26日：自衛隊札幌病院が豊平駐屯地から真駒内駐屯地に移転し、新病院舎が開院。
- 2022年（令和04年）3月17日：

1. 自衛隊病院の拠点化・高機能化等に伴い、自衛隊別府病院（南別府駐屯地）を廃止。
2. 自衛隊那覇病院が航空自衛隊から陸上自衛隊に移管。

#### 海上自衛隊
海上自衛隊では、舞鶴病院（1954年）、横須賀病院（1956年）、江田島病院（1958年）、大湊病院（1960年）が開設され、5つの警備区のうちで唯一病院のなかった佐世保にも1980年に佐世保病院が設置された。

#### 航空自衛隊
航空自衛隊では、病院の設置場所について、浜松、小牧、入間の3案で議論されていたが、用地獲得の都合で岐阜となった。また、自衛隊の沖縄配備に伴い1979年（昭和54年）に那覇病院が開院した。さらに1989年（平成元年）には三沢病院が設置された。

### 2000代以降の検討
2009年（平成21年）8月28日の「自衛隊病院等在り方検討委員会」報告書では、医官等の低充足などによる衛生支援への影響、病床利用率の低さなどに起因する医官等の医療技術の維持・向上の制約、医療設備等の老朽化・陳腐化などの問題が指摘された。また、2008年（平成20年）7月1日には財務省から「平成20年度予算執行調査の調査結果」で収支等について指摘を受けた。防衛省でも平成21年に自衛隊病院の運営について、収支比率が著しく悪い病院では病床数が少ないなどとする分析結果（20年度予算執行調査を基に、全国に16ある自衛隊病院の2007年（平成19年）の病床規模別の収支比率などを試算して財政制度等審議会に提出されたもの）を公表した。

### 一般開放および自衛隊病院の再編
2009年（平成21年）、防衛省は全国に16カ所ある自衛隊病院を10カ所に集約した上で、現在は一部に限定している自衛隊関係者以外の一般国民の利用をすべての病院で認めることを決めた。2022年（令和4年）3月17日に以下の再編が行われた。これにより、10病院（陸：7院、海：2院、空：1院）へ再編された。
- 入間病院の開設に伴い、三沢病院、岐阜病院を廃止（各基地の診療所化）。
- 横須賀病院・呉病院の機能強化に伴い、大湊病院、舞鶴病院、佐世保病院を廃止（地方隊衛生隊隷下の診療所化）。
- 那覇病院を航空自衛隊から陸上自衛隊に移管。
- 別府病院を廃止。

自衛隊病院は総合病院に匹敵する診療科を備える病院がほとんどであるが、利用者が自衛隊関係者に限定されていることに加えて、有事に負傷者を収容することを前提として、常に一定の空きベッドを確保して運営されている。非効率な運営を改めるため、2008年（平成20年）に財務省が一般開放などを要請し、防衛省も患者が増えることは医官の技術向上にも役立つとして、2008年（平成20年）11月に省内に委員会を設け見直し作業を本格化させていた。委員会では、いくつの病院を一般開放するか、地元医師会の意向も聞きながら検討。既に開放している病院でも利用率が上がらない（中央病院でさえ2004年（平成16年）度外来患者数が延べ約13万人と、同規模の公私病院の約2分の1の患者数：平成17年度政策評価書）ことから、どうすれば一般患者が使いやすい病院になるかや、地元の医療機関との連携も模索している。